# ナビエラ・アルマス
ナビエラ・アルマス（Naviera Armas）は、1940年代に設立されたスペインのフェリー会社。10隻以上の船舶を保有しており、主にカナリア諸島で運営しているが、2008年から、マデイラ島とポルトガルの間でも運営している。

## 事故
2008年同社の'Assalama'が北アフリカ沿岸で海難事故にあった。

## 船舶
ナビエラ・アルマスは、12隻の船舶を所有している。
| 船名                 | 完成年 | 就航年 | 総トン数  | 備考 |
| -------------------- | ------ | ------ | --------- | --- |
| Mar D'Canal          | 1970   | 1995   | 309 GT    | |
| Volcán de Taburiente | 2006   | 2006   | 12,895 GT | ロス・クリスティアーノス（es） - サン・セバスティアン・デ・ラ・ゴメーラ（es） - サンタ・クルス・デ・ラ・パルマ（es）                |
| Volcán de Tamadaba   | 2007   | 2007   | 19,976 GT | ロス・クリスティアーノス - サン・セバスティアン・デ・ラ・ゴメーラ - サンタ・クルス・デ・ラ・パルマ                                  |
| Volcán de Tamasite   | 2004   | 2004   | 17,343 GT | ラス・パルマス・デ・グラン・カナリア - モーロ・ハブレ（es）                                                                         |
| Volcán de Tauce      | 1995   | 1995   | 9,667 GT  | サンタ・クルス・デ・テネリフェ - サンタ・クルス・デ・テネリフェ - バルベルデ（es）                                                  |
| Volcán de Tejeda     | 1995   | 1995   | 9,667 GT  | ラス・パルマス・デ・グラン・カナリア - プエルト・デル・ロサリオ（es）、 ラス・パルマス・デ・グラン・カナリア - アイウン（L'Ayoune） |
| Volcán de Teneguía   | 1997   | 1997   | 11,197 GT | Canarias - Sevilla 輸送のみ |
| Volcán de Tijarafe   | 2007   | 2007   | 19,976 GT | ラス・パルマス・デ・グラン・カナリア - サンタ・クルス・デ・テネリフェ                                                               |
| Volcán de Timanfaya  | 2005   | 2005   | 17,343 GT | モトリル - メリージャ |
| Volcán de Tinamar    | 2011   | 2011   | 29,514 GT | ラス・パルマス・デ・グラン・カナリア - アレシーフェ（es） - サンタ・クルス・デ・テネリフェ - ウエルバ                               |
| Volcán de Tindaya    | 2003   | 2003   | 3,500 GT  | コラレッホ（es） - プラジャ・ブランカ（es）                                                                                         |
| Volcán del Teide     | 2011   | 2011   | 29,757 GT | ラス・パルマス・デ・グラン・カナリア - アレシーフェ - サンタ・クルス・デ・テネリフェ - ウエルバ                                     |

## ギャラリー

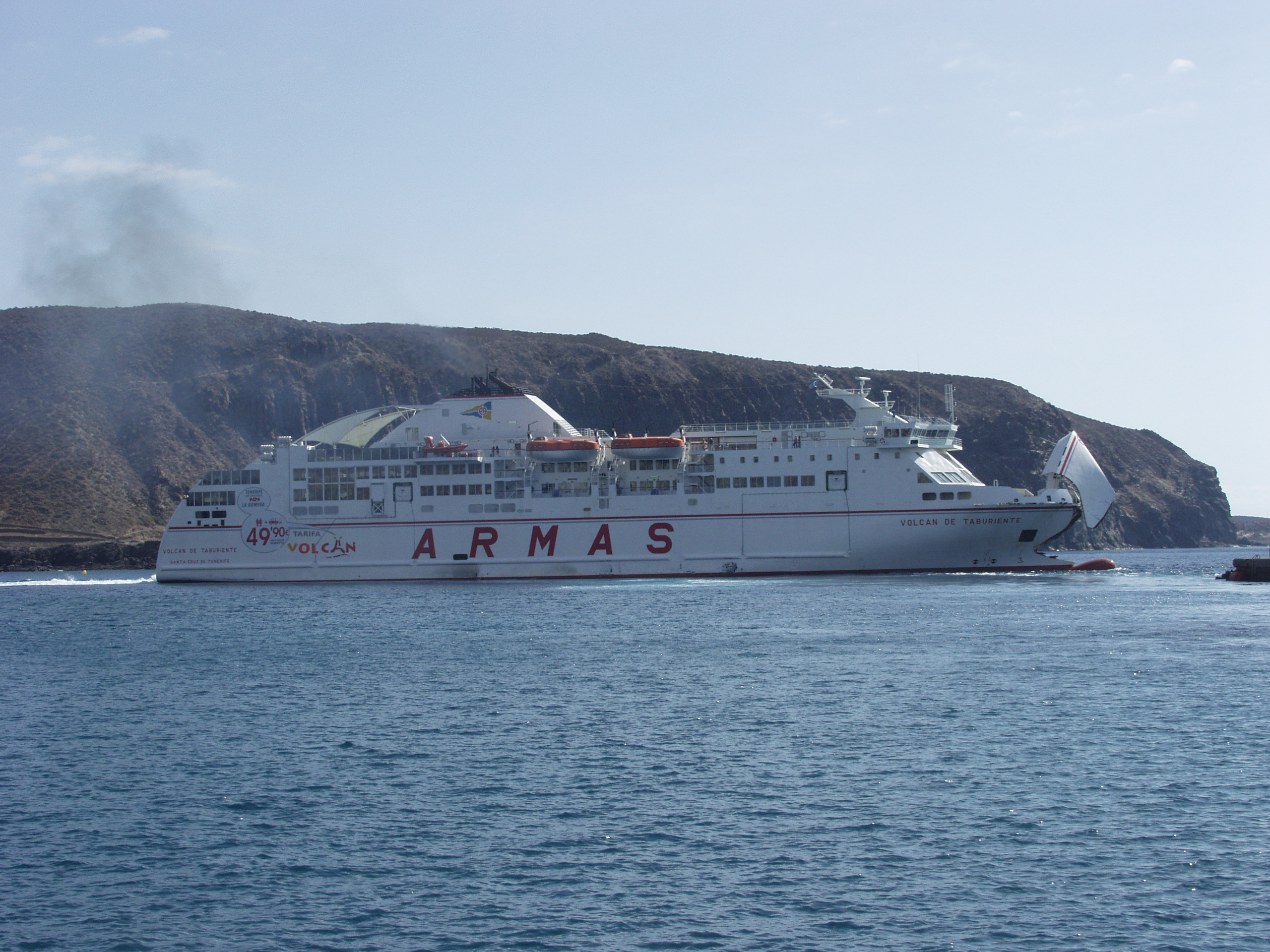
ロス・クリスティアーノスを出発するフェリー
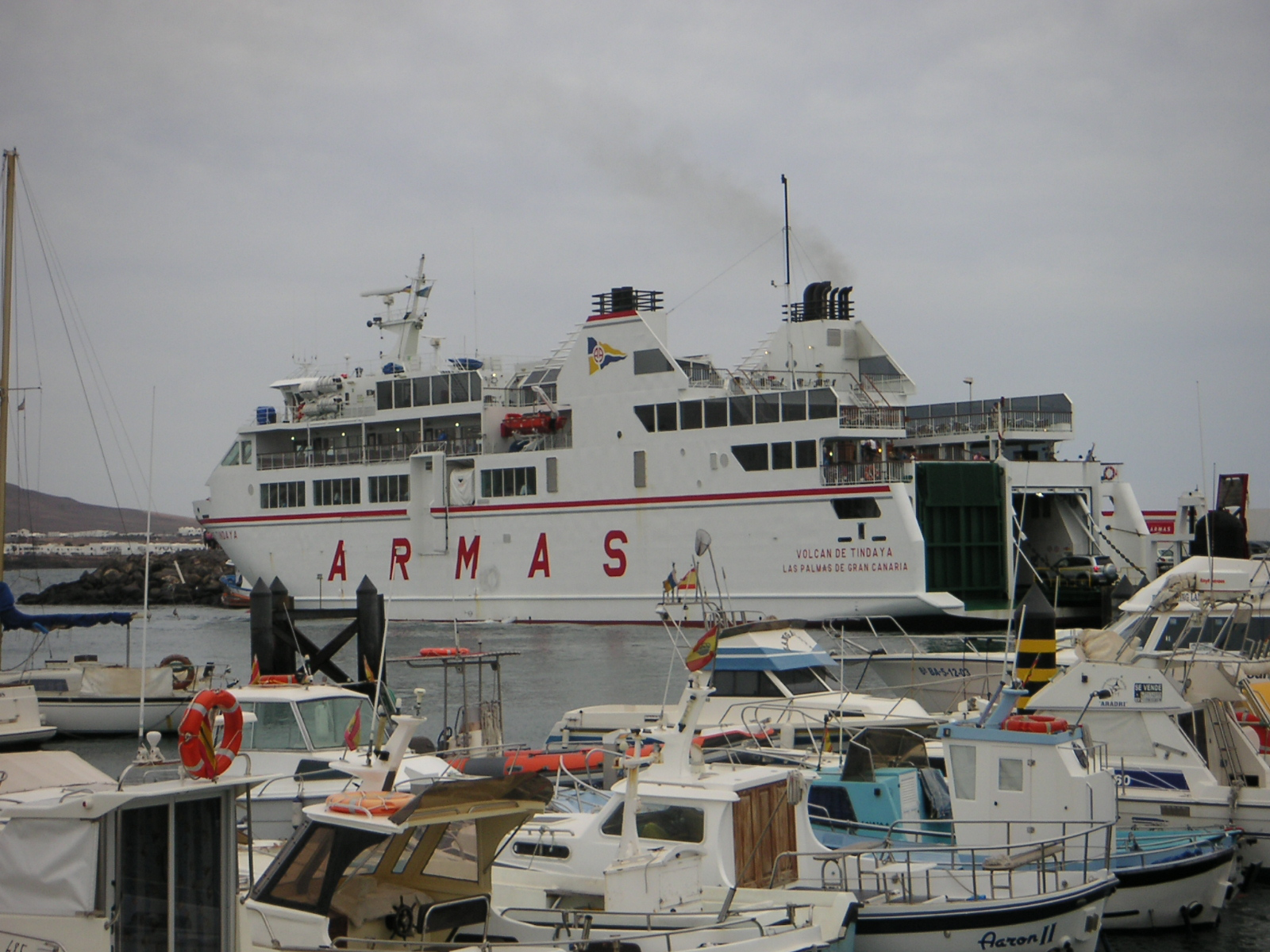
プラジャ・ブランカにて
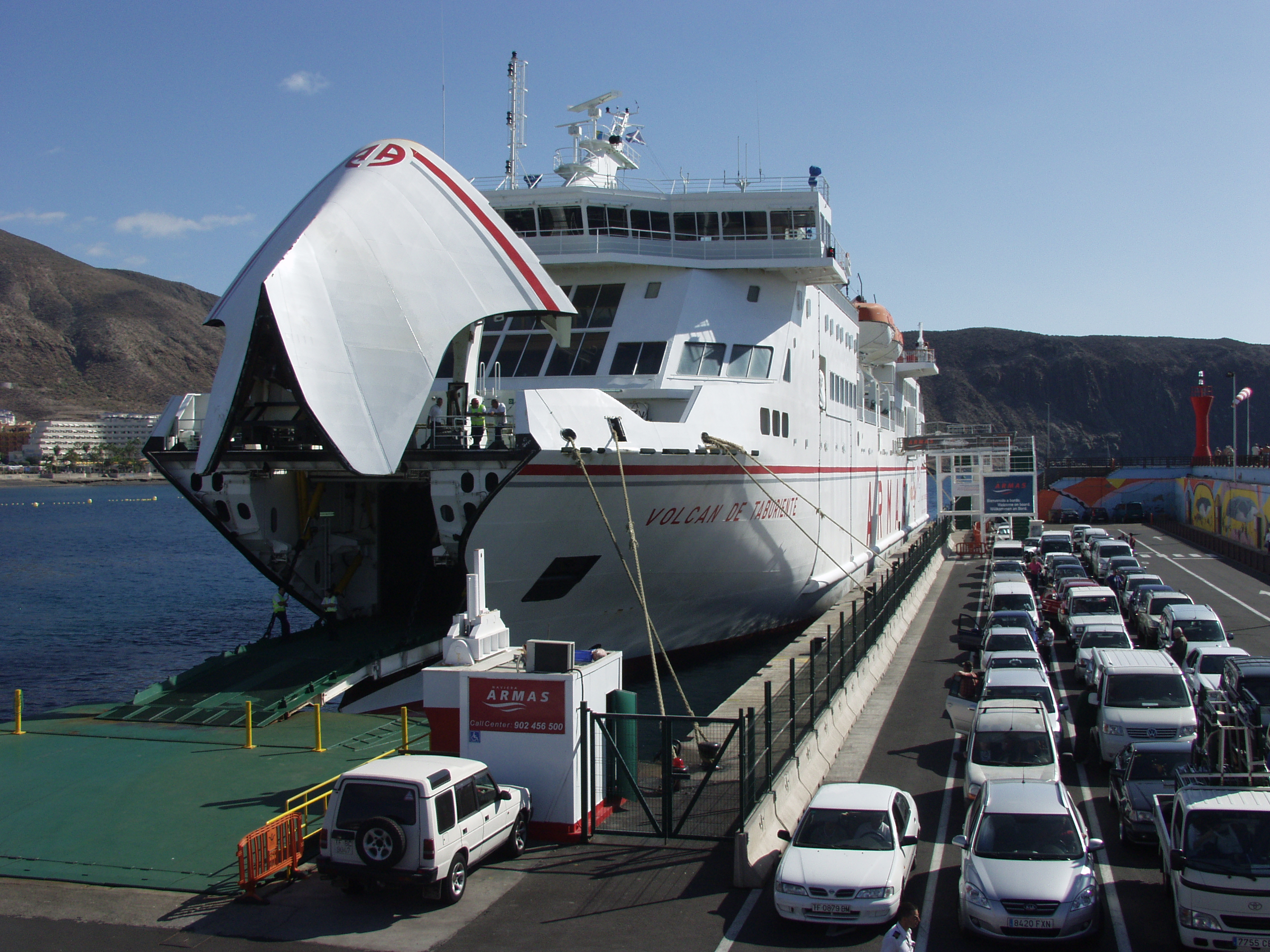
ロス・クリスティアーノスにて
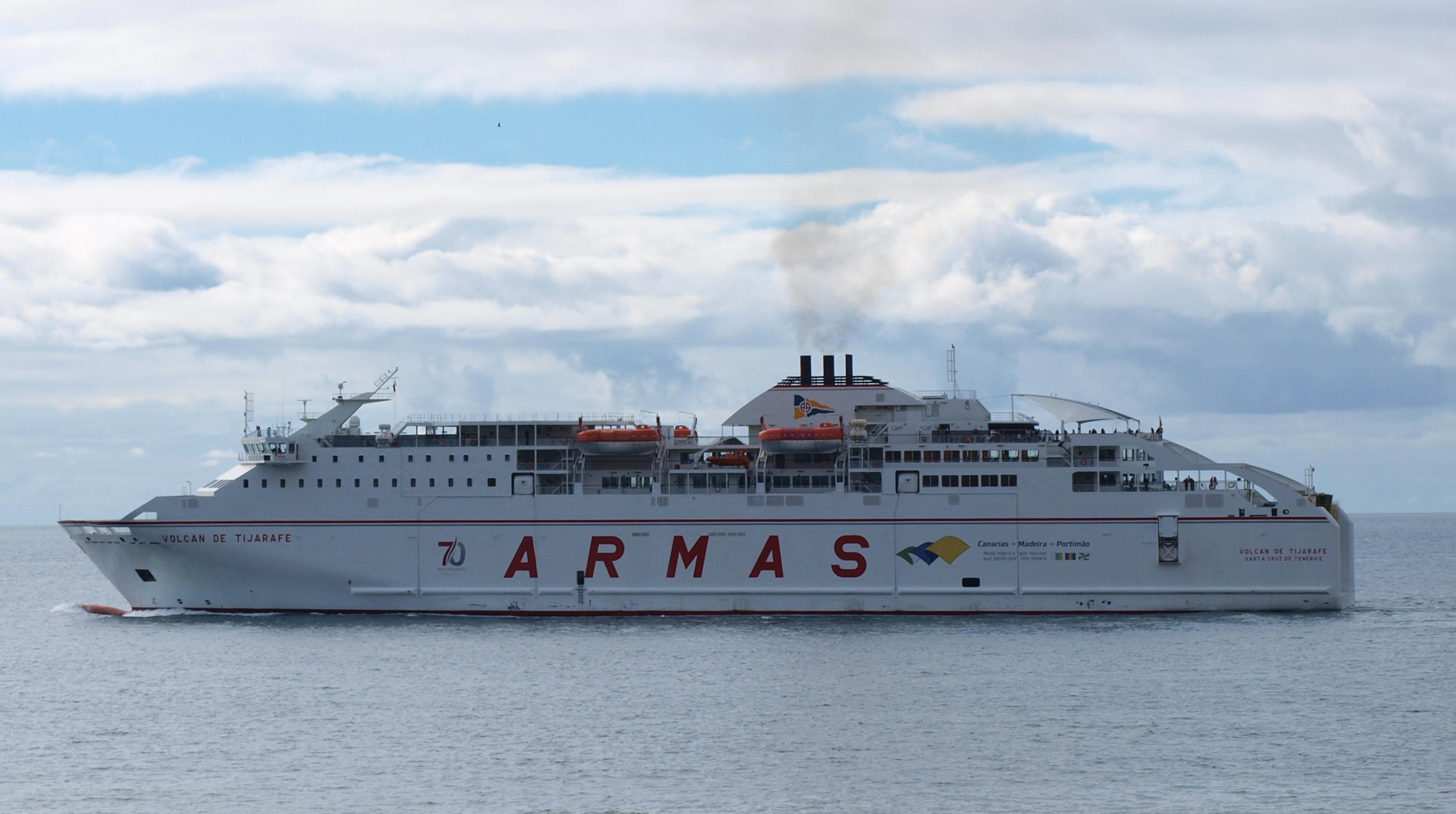
フンシャルを出発するVolcán de Tijarafe